# Aleksandr Doxturushvili
Aleksandr Doxturushvili est un lutteur ouzbek d'origine géorgienne spécialiste de la lutte gréco-romaine né le 22 mai 1980 à Tbilissi.

## Biographie
Lors des Jeux olympiques d'été de 2004 se tenant à Athènes, il remporte la médaille d'o en combattant dans la catégorie des -74 kg. Il remporte également le titre européen lors des Championnats d'Europe de 2001 mais sous les couleurs de la Géorgie.